# بی‌ال‌یو-۱۰۸
BLU-108 نوعی بمب خوشه ای است که در هوا آزاد می‌شود، و حاوی چهار کلاهک هوشمند است. این سیستم توسط شرکت دفاعی تکستران ساخته شده است.

## مشخصات
- طول: ۷۸٫۸ سانتی‌متر
- قطر: ۱۳٫۳ سانتی‌متر
- حداکثر ابعاد جانبی: ۱۸٫۴ سانتی‌متر
- وزن: ۲۹٫۵ کیلوگرم

## مشخصات پرتاب کننده
- ارتفاع: ۹٫۵ سانتی‌متر
- قطر: ۱۲٫۷ سانتی‌متر
- وزن: ۳٫۴ کیلوگرم
- جستجوگر: دو حالت سنسور فعال (لیزر) و غیرفعال (مادون قرمز)
- مواد منفجره: ۹۴۵ گرم Octol
- مکانیزم کشتار: تشکیل زره انفجاری و ترکش